# Sumberagung (Plosoklaten)
Sumberagung is een bestuurslaag in het regentschap Kediri van de provincie Oost-Java, Indonesië. Sumberagung telt 7618 inwoners (volkstelling 2010).